# (119979) 2002 WC19
(119979) 2002 WC19 ali  (119979) 2002 WC19 je čezneptunski asteroid, ki se nahaja v Kuiperjevem pasu. Spada v skupino tutinov. Za tutine je značilno, da so v resonanci 2 : 1 z Neptunom.

## Odkritje
Odkrili so ga na Observatoriju Palomar 16. novembra 2002.

## Naravni satelit (luna)
Asteroid ima tudi svoj naravni satelit. V premeru meri 127 km, od asteroida (119979) 2002 WC19 pa je na razdalji 2.700 km.